# Valencia Club de Fútbol 2000-2001
Questa voce raccoglie le informazioni riguardanti il Valencia Club de Fútbol nelle competizioni ufficiali della stagione 2000-2001.

## Stagione
La squadra disputa un campionato abbastanza convincente e sembra garantirsi la qualificazione alla Champions League successiva con un tranquillo quarto posto, ma tra il mese di maggio e i primi di giugno incappa in delle sconfitte che la vedono essere riavvicinata in classifica dal Barcellona. Dopo aver perso l'occasione di qualificarsi direttamente alla massima competizione continentale a causa della sconfitta nella finale della medesima, i pipistrelli incontrano all'ultima giornata il Barcellona in una trasferta ostica al Camp Nou, con i blaugrana a -3 e che devono assolutamente vincere per qualificarsi a scapito dei Valenciani per la differenza reti. Al Valencia basterebbe un pareggio, ma i blaugrana, spinti dal pubblico e da un Rivaldo in grandissima forma, vincono l'incontro per 3-2, con una tripletta del brasiliano che risolve l'incontro al 90' con una spettacolare rovesciata. La squadra di Cúper, prossimo a diventare allenatore dell'Inter, deve accontentarsi dunque del quinto piazzamento e della qualificazione in Coppa UEFA. In Coppa Nazionale il Valencia viene estromesso al secondo turno.

## Maglie e sponsor
| Casa | Trasferta | Terza divisa |

## Rosa
| N. |                       | Ruolo | Calciatore          |
| -- | --------------------- | ----- | ------------------- |
| 1  | Spagna (bandiera)     | P     | Santiago Cañizares  |
| 25 | Spagna (bandiera)     | P     | Andrés Palop        |
| 20 | Francia (bandiera)    | D     | Jocelyn Angloma     |
| 12 | Argentina (bandiera)  | D     | Roberto Ayala       |
| 3  | Svezia (bandiera)     | D     | Joachim Björklund   |
| 15 | Italia (bandiera)     | D     | Amedeo Carboni      |
| 5  | Jugoslavia (bandiera) | D     | Miroslav Djukić     |
| 16 | Brasile (bandiera)    | D     | Fábio Aurélio       |
| 2  | Argentina (bandiera)  | D     | Mauricio Pellegrino |
| 22 | Argentina (bandiera)  | C     | Pablo Aimar         |
| 23 | Spagna (bandiera)     | C     | David Albelda       |

| N. |                      | Ruolo | Calciatore          |
| -- | -------------------- | ----- | ------------------- |
| 19 | Spagna (bandiera)    | C     | Rubén Baraja        |
| 4  | Francia (bandiera)   | C     | Didier Deschamps    |
| 18 | Argentina (bandiera) | C     | Kily González       |
| 6  | Spagna (bandiera)    | C     | Gaizka Mendieta     |
| 14 | Spagna (bandiera)    | C     | Vicente             |
| 8  | Slovenia (bandiera)  | C     | Zlatko Zahovič      |
| 10 | Spagna (bandiera)    | A     | Miguel Ángel Angulo |
| 7  | Norvegia (bandiera)  | A     | John Carew          |
| 9  | Uruguay (bandiera)   | A     | Martín Diego Alonso |
| 11 | Romania (bandiera)   | A     | Adrian Ilie         |
| 17 | Spagna (bandiera)    | A     | Juan Sánchez        |